# Hinc illae lacrimae

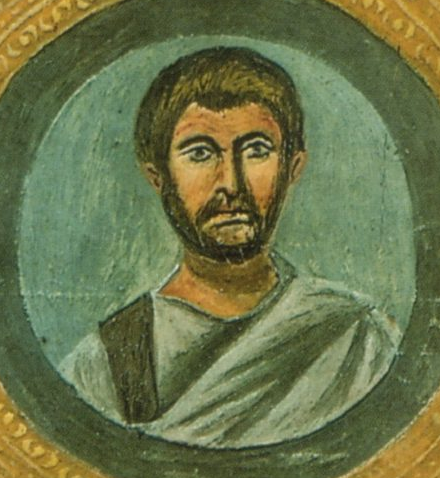
In Andria des Dichters Terenz verwendet Simo den Ausspruch „Hinc illae lacrimae“.

Hinc illae lacrimae! (lat.: „Daher also die Tränen!“) ist ein geflügeltes Wort, das verwendet wird, wenn eine nicht auf der Hand liegende Ursache oder Erklärung für Handlungen oder Verhaltensweisen erkannt wird, insbesondere dann, wenn ein niederes anstelle eines anfänglich vermuteten höheren Handlungsmotivs ausgemacht werden kann.
In Vers 126 der Komödie Andria („Das Mädchen von Andros“) des römischen Dichters Terenz kommentiert Simo gegenüber seinem Gesprächspartner Sosias damit die Tränen seines Sohns Pamphilus beim Begräbnis einer Nachbarin. Zunächst sei er der Meinung gewesen, diese seien Ausdruck einer besonderen Anteilnahme, und habe sich darüber gefreut. Als er aber habe feststellen müssen, dass dem Leichenzug auch die hübsche Schwester der Verstorbenen angehörte, sei ihm klar geworden, dass die Rührung seines Sohnes nur vorgetäuscht war, um dieser näherzukommen: hinc illae lacrumae, haec illast misericordia. („Daher also seine Tränen, das ist der Grund für sein Mitleid!“).
Der Ausspruch wird von Cicero, Pro Caelio 25,61, und Horaz, Epistulae I, 19,41, auf andere Situationen übertragen und dadurch zum geflügelten Wort.
Mehrfach verwenden Karl Marx und Friedrich Engels die Redewendung. So schreibt Friedrich Engels in einem Brief vom 10. April 1889 an Paul Lafargue: Hyndman sagte, dass die Possibilisten befürchteten, von ihrem eigenen Kongreß vor die Tür gesetzt zu werden, hinc illae lacrimae!